# Pseudohermonassa
Pseudohermonassa là một chi bướm đêm thuộc họ Noctuidae. Một số loài trước đây được xếp vào chi Xestia.

## Loài
- Pseudohermonassa bicarnea (Guenée, 1852)
- Pseudohermonassa flavotincta (J.B. Smith, 1892)
- Pseudohermonassa melancholica (Lederer, 1853)
- Pseudohermonassa ononensis (Bremer, 1861)
- Pseudohermonassa tenuicula (Morrison, 1874)
- Pseudohermonassa velata (Staudinger, 1888)

## Hình ảnh

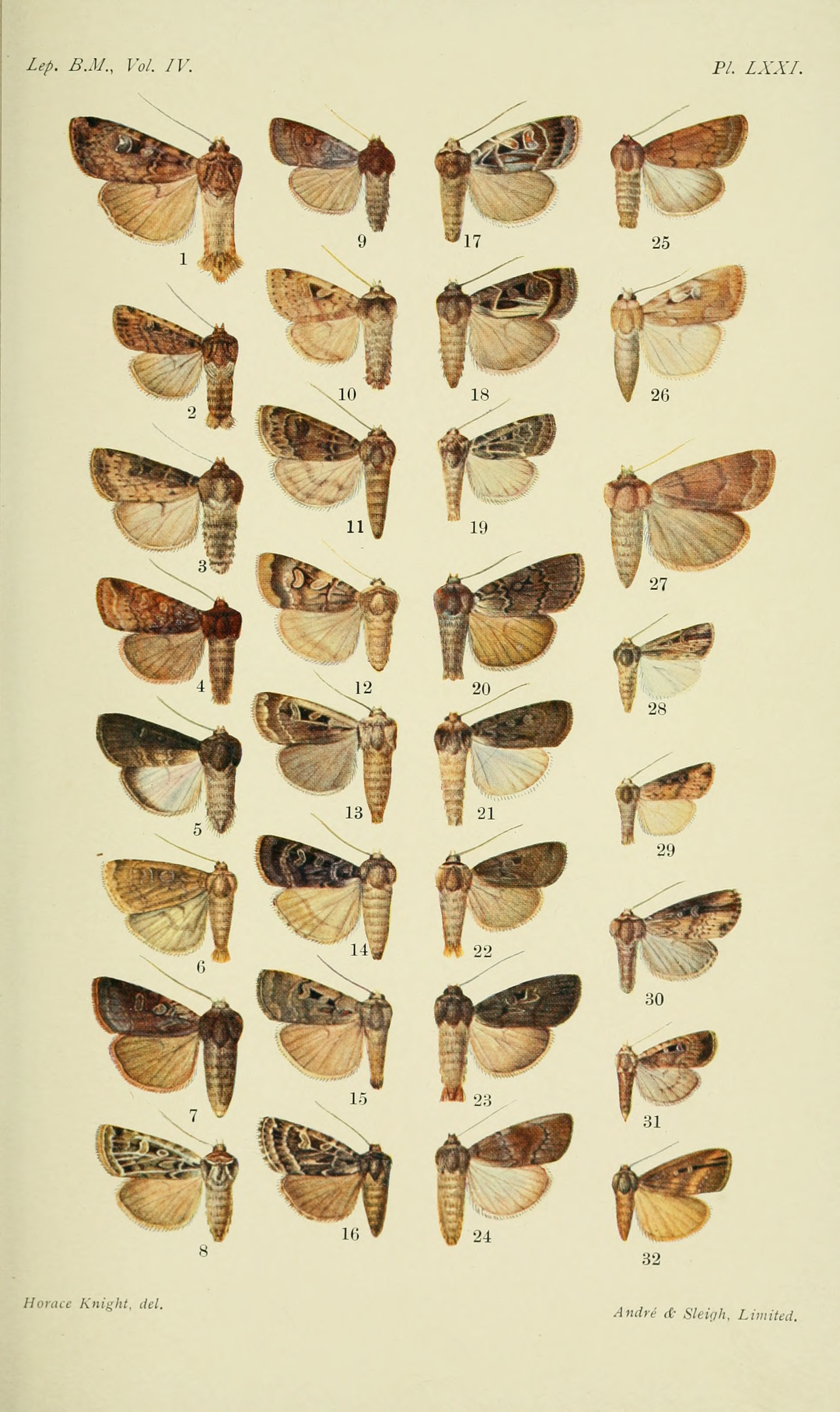